# Ferenc Mádl
Ferenc Mádl (29. ledna 1931 Bánd – 29. května 2011 Budapešť) byl maďarský politik, univerzitní profesor a bývalý ministr školství. V letech 2000–2005 byl druhým prezidentem Maďarské republiky.

## Biografie
Narodil se dne 29. ledna 1931 v městečku Bánd v župě Veszprém v tehdejším Maďarském království.
Nejprve studoval na Pécsi Tudományegyetem poté fakultu státu a práva na ELTE, kde v roce 1955 úspěšně promoval. V letech 1961–1963 studoval právnickou fakultu na univerzitě ve Štrasburku. Následně pracoval v Magyar Tudományos Akadémia a roku 1971 se vrátil na ELTE, kde vyučoval právo. Jmenován vysokoškolským profesorem byl roku 1973. Až do své smrti roku 2011 byl ženatý. Se svou ženou má jednoho syna a tři vnoučata.

## Politická kariéra
Od 23. května 1990 do 22. února 1993 působil jako ministr bez portfeje v Antallově vládě. Následně byl až do 15. července 1994 oficiálním ministrem kultury a školství. V této době hrál Mádl rozhodující roli ve výzkumu vysokoškolského a vědeckého vzdělávání.
V roce 1995 kandidoval za tehdejší opozici (Fidesz, MDF, KDNP) do úřadu prezidenta republiky. Nicméně vládní koalice (MSZP, SZDSZ) zvolila svého kandidáta. Prezidentem MR na dalších pět let se stal již podruhé Árpád Göncz.

V letech 1996–2000 byl předsedou Magyar Polgári Együttműködés Egyesület a od roku 1999 byl členem vládního vědeckého poradního sboru.

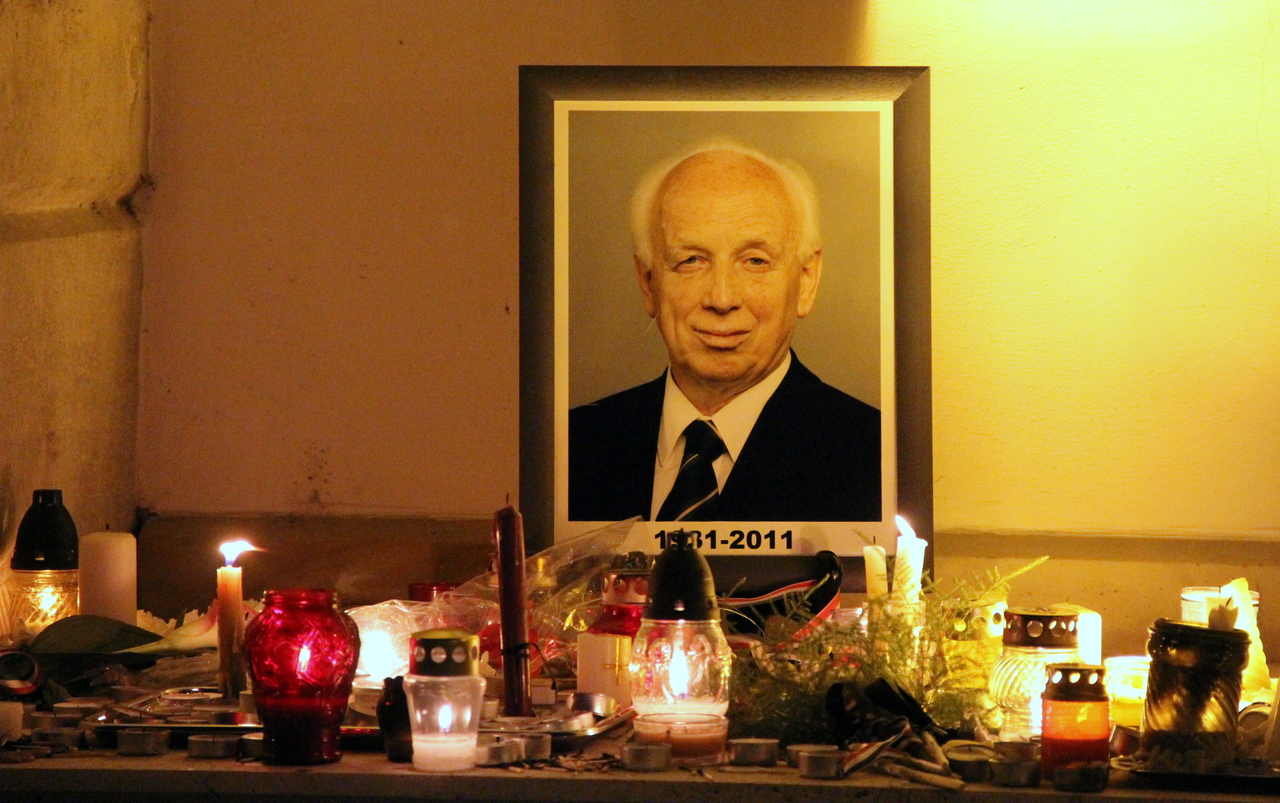
Ferenc Mádl (2011)

Prezidentské volby v roce 2000 již byly pro něj úspěšné. Díky tehdejší vládní koalici
Fidesz, MDF a FKgP, kterou vedl Viktor Orbán (Fidesz), byl dne 6. června 2000 zvolen do funkce prezidenta Maďarské republiky. Této funkce se ujal dne 4. srpna. Jeho pětileté funkční vypršelo v roce 2005 a on sám se rozhodl v dalších volbách nekandidovat. Jeho nástupcem (třetím prezidentem MR) se dne 5. srpna 2005 stal László Sólyom.
Zemřel krátce po 13. hodině 29. května 2011 v Budapešti, a to ve věku 80 let. Je pochován na místním hřbitově 'Kerepesi temető'.

## Vyznamenání
- velkokříž Řádu čestné legie – Francie, 1999
- Řád kříže země Panny Marie I. třídy s řetězem – Estonsko, 1. prosince 2000[4]
- velkokříž s řetězem Řádu tří hvězd – Lotyšsko, 10. října 2001 – udělila prezidentka Vaira Vīķe-Freiberga[5]
- Řád bílé orlice – Polsko, 26. června 2001
- velkokříž Řádu svatého Olafa – Norsko, 2002
- velkokříž s řetězem Řádu rumunské hvězdy – Rumunsko, 2002[6]
- Velký řád krále Tomislava – Chorvatsko, 15. března 2002[7]
- velkokříž s řetězem Řádu zásluh o Italskou republiku – Itálie, 17. června 2002[8]
- Řád bílé hvězdy I. třídy s řetězem – Estonsko, 29. srpna 2002[9]
- velkokříž s řetězem Řádu prince Jindřicha – Portugalsko, 7. října 2002[10]
- velkohvězda Čestného odznaku Za zásluhy o Rakouskou republiku – Rakousko, 2004[11]
- Řád za mimořádné zásluhy – Slovinsko, 12. dubna 2005 – za zásluhy o všestranný rozvoj a upevňování přátelských vztahů mezi Slovinskem a Maďarskem[12]
- velkokříž s řetězem Řádu Isabely Katolické – Španělsko, 31. ledna 2005 – udělil král Juan Carlos I.[13]

## Publikace
- A deliktuális felelősség története (1964),
- Az Európai Gazdasági Közösség joga (1974),
- Összehasonlító nemzetközi magánjog (1978),
- A külgazdaság és a nemzetközi beruházások joga (1988),
- State and Economy in Transformation (1997),

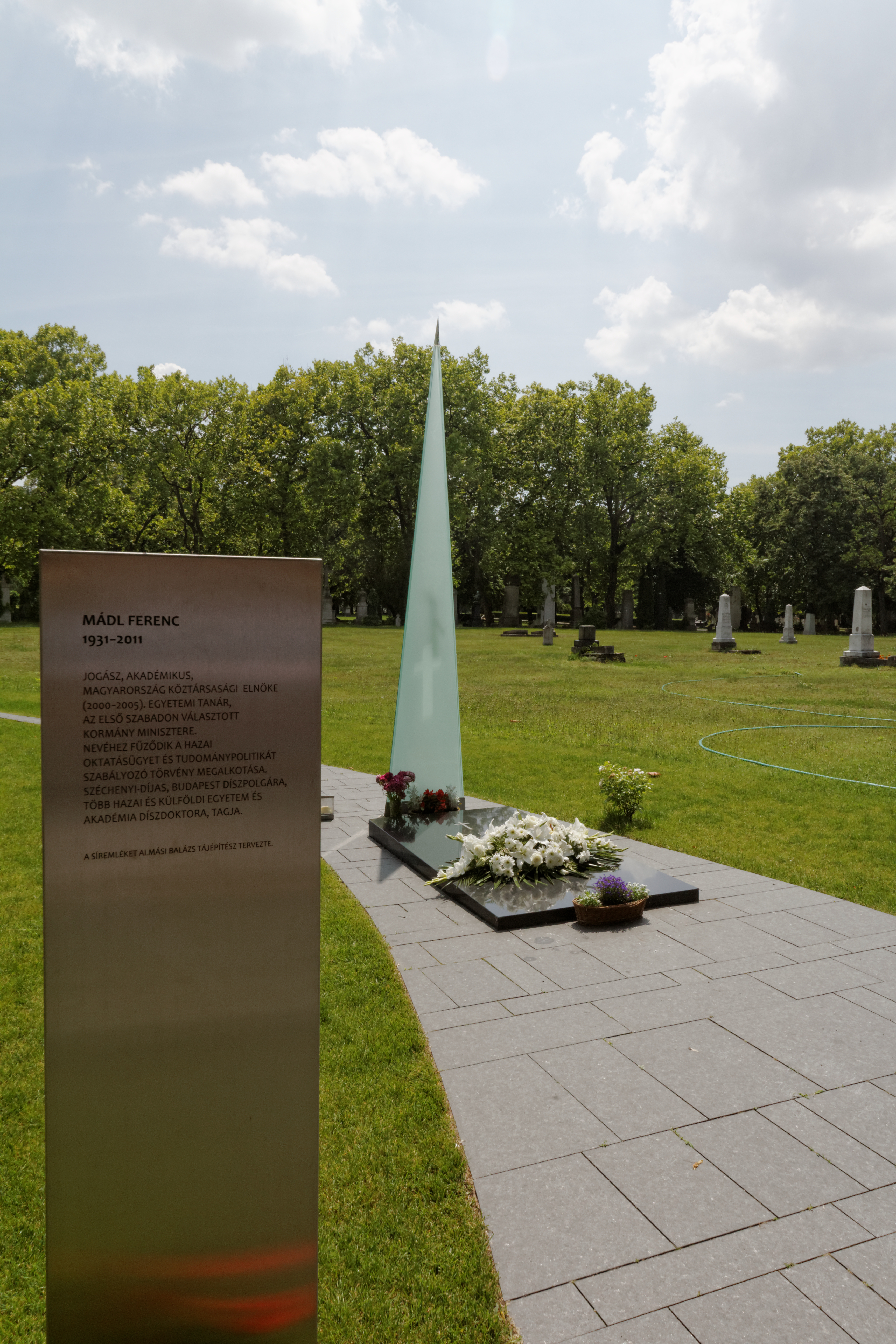
Jeho hrob v Budapešti ('Kerepesi temető')

- Jeho hrob v Budapešti ('Kerepesi temető')EU Integration Process – Enlargement and Institutional Reforms (1997),
- Magyar nemzetközi magánjog és a nemzetközi gazdasági kapcsolatok joga
- Az európai örökség útjain (1995).
- Állam és gazdaság – Forradalom a jog útján a közép- és kelet-európai országokban (1997)